# Enrique Peña Barrenechea
Enrique Peña Barrenechea, (Lima, Perú, 17 de diciembre de 1904 - Lima, 25 de mayo de 1988) fue un poeta y diplomático peruano. De tendencia vanguardista, perteneció a la Generación del 30 (Perú), junto con Martín Adán, Emilio Adolfo Westphalen, César Moro, Carlos Oquendo de Amat y Ricardo Peña Barrenechea (su hermano).

## Biografía
Fue hijo de Estanislao S. Peña y Fidelia Barrenechea. Cursó sus estudios escolares en el Colegio Sagrados Corazones Recoleta y apenas egresado, ganó un concurso en los juegos florales convocado por la Federación de Estudiantes del Perú, a mérito de su libro El aroma en la sombra (1924). El jurado lo componían escritores anti-tradicionalistas: José Carlos Mariátegui, Manuel Beingolea, Percy Gibson, Manuel Beltroy y Luis Alberto Sánchez. Enrique cultivaba entonces una poesía pura e intimista, de inspiración becqueriana.
Ingresó a la Facultad de Letras de la Universidad Mayor de San Marcos, donde el 2 de enero de 1937 se graduó de doctor.
Se dedicó a la docencia en su alma máter, donde tuvo a su cargo la cátedra de Autores Selectos de la Literatura Universal (1935-1938). 
En 1928 se incorporó al servicio de la Cancillería. En 1931 publicó Cinema de los sentidos puros, que se considera como uno de los primeros libros de poesía vanguardista del Perú. 
En 1933 viajó a Río de Janeiro como auxiliar de la delegación peruana encargada de negociar la solución del conflicto peruano-colombiano de 1932-1933. Luego fue funcionario de la Oficina de Límites (1934-1936). En 1937 editó Elegía a Bécquer y retorno a la sombra que conmemora el centenario del poeta español. Aseguró haber escrito otro volumen de poesía, titulado Ortoclax, pero que lo perdió en uno de sus exilios.
Como segundo secretario fue acreditado en la legación en Honduras (1939), residiendo varios años en Tegucigalpa. Ascendido a primer secretario, sirvió en Venezuela (1942-1944 y 1945-1947), Colombia (1944 -1945), y Francia (1947-1949). Por entonces abandonó la docencia universitaria y estuvo a punto de ser retirado del servicio diplomático. Pasó a la República Dominicana donde ascendió a ministro consejero (1951) y con la misma calidad pasó a Gran Bretaña (1956). 
Sucesivamente fue encargado de negocios y ministro consejero en Francia (1956-1960), subdirector de la Academia Diplomática, consejero de la representación ante UNESCO (1962-1964), ministro plenipotenciario y luego embajador ante las repúblicas africanas de Costa de Marfil, Níger y Alto Volta (1964-1967) y, finalmente, Embajador en Suecia (1968) y Noruega (1968-1970). 
Obtenida su jubilación, residió en París durante muchos años, hasta que retornó a Lima en 1982, donde falleció en 1988.

## Obras
- El aroma en la sombra (1924). Premio de los Juegos Florales convocados por la Federación de Estudiantes de la UNMSM.
- Cinema de los sentidos puros (1931)
- Elegía a Bécquer y retorno a la sombra (1937)
- Obra poética (1977).

## Opiniones de los críticos
Bastó la aparición de Cinema de los sentidos puros de Enrique Peña Barrenechea para ubicarse como uno de los primeros libros fundadores de la vanguardia en el Perú. A mi parecer debió llamarse Cinema de la imaginación maravillosa. Siempre he creído que esta obra pudo haberlo escrito el Conde de Lautréamont, Phillipe Soupault o Benjamín Péret, poetas surrealistas franceses. Con esta obra Enrique Peña Barrenechea se convierte en el poeta milagroso del s. XX en el Perú. El milagro de poder reclinarnos sobre una golondrina, o tener mano de arcángel, o dibujar palomas en medio de la lluvia, sólo es obra de milagro.
César Toro Montalvo

Peña es poético por excelencia. Al parecer tímido, de una cortesía refinada, lector infatigable, asistente cotidiano a espectáculos de arte, sobrio en sus juicios, exigente en su producción, alquitarado en sus imágenes, es de los que como Eguren, quisiera eliminar del lenguaje toda palabra o giro que pudiese suscitar un sentimiento bajo o siquiera poco alto…
Luis Alberto Sánchez

A través de una existencia tan cambiante, la poesía fue goce y angustia para Enrique Peña; un camino para esquivar su soledad y encontrarse a sí mismo. Su pluma "discurre únicamente a lo largo de superficies textuales cortas, sin ningún afán de monumentalismos poéticos, haciendo gala permanentemente de una suerte de fina y ceñida miniaturización" (Carlos Germán Belli).
Alberto Tauro del Pino

## Cinema de los sentidos puros
(Fragmento)

Ved la cueva de ópalos de los ratones dorados y el cielo repasando en el plano del alba.

Gira el cielo en los ojos del mago y los horóscopos de las más remotas lejanías.

A través de sus uñas fosforecen los peces. La celestía de Asia. Los cuernos perfumados del bosque de la luna.

Ved al mago y sus barbas, por donde sube el mar tejiendo nácares.